# Гормони
Гормо́ни (грец. Ορμόνη) також «Регулатики» — це біологічно активні речовини, що виділяються ендокринними залозами та клітинами безпосередньо у кров і впливають на діяльність органів і тканин-мішеней, та на організм в цілому. Гормони є гуморальними (від слова humor — рідина, тобто ті, що переносяться з кров'ю) регуляторами певних процесів у певних органах і системах.
Гормони інакше «Регулатики» — це життєво важливі біологічно активні молекули, які функціонують як хімічні посередники (месенджери) організму, регулюючи широкий спектр фізіологічних процесів і підтримуючи гомеостаз. Вони синтезуються та виділяються спеціалізованими залозами та клітинами ендокринної системи та вивільняються в кров, що дозволяє їм досягати цільових клітин і тканин по всьому тілу.
Ці сигнальні молекули беруть участь у різних біологічних процесах, включаючи ріст і розвиток, метаболізм, імунну функцію, розмноження, відповідь на стрес тощо. Гормони проявляють свою дію шляхом зв'язування зі специфічними рецепторами-білками на поверхні мембрани клітини або в всередині клітин, ініціюючи серію внутрішньоклітинних подій, які модулюють експресію генів і клітинну активність.
Гормони (Регулатики) можна класифікувати на основі їх хімічної структури, наприклад, пептиди, білки, стероїди та похідні амінокислот. Кожен тип гормону взаємодіє зі своїм відповідним рецептором, що призводить до унікальних клітинних реакцій. Складна взаємодія гормонів і їх рецепторів забезпечує точну регуляцію фізіологічних процесів.
Виробництво, виділення та активність гормонів суворо регулюються складними механізмами зворотного зв'язку, що включає як позитивні, так і негативні механізми зворотного зв'язку. Ці системи зворотного зв'язку допомагають підтримувати рівень гормонів в оптимальних межах, забезпечуючи належне функціонування різних систем організму.
Гормональний дисбаланс і дисрегуляція можуть призвести до численних захворювань і розладів, таких як цукровий діабет, гіпотиреоз, гіпертиреоз і синдром полікістозних яєчників (СПКЯ), серед інших. Дослідники в галузі ендокринології продовжують вивчати тонкощі гормональної функції, регуляції та взаємодії, щоб краще зрозуміти їхню роль у здоров'ї та хворобах, а також розробити нові терапевтичні та профілактичні підходи до станів, пов'язаних із гормонами.

## Історія
Історія гормонів сягає кінця 19-го та початку 20-го століть, коли вчені почали досліджувати фізіологічні ефекти виділень із різних залоз. Деякі ключові віхи в історії гормонів включають:
- Відкриття секретину (1902): британські фізіологи Вільям Бейлісс і Ернест Старлінг вперше виявили секретин, гормон, який регулює секрецію травних соків із підшлункової залози. Це поклало початок концепції гормонів як хімічних месенджерів. Бейліс і Старлінг ввели термін «гормон» у 1905 році.[5]
- Ідентифікація адреналіну (1901): Джокічі Такамін, японський хімік, успішно виділив і очистив адреналін (інша назва — епінефрин, гормон «боротьби або втечі»), з надниркових залоз.[6] Адреналін був першим гормоном, виділеним у чистому вигляді.
- Відкриття інсуліну (1921): канадські вчені Фредерік Бантинг і Чарльз Бест відкрили інсулін, гормон, який регулює рівень глюкози в крові, проводячи експерименти з екстрактами підшлункової залози у собак. Відкриття інсуліну зробило революцію в лікуванні діабету.
- Синтез стероїдних гормонів (1930-ті): Перший синтез стероїдних гормонів, включаючи прогестерон, тестостерон і кортизон, був здійснений групою дослідників під керівництвом німецького хіміка Адольфа Бутенандта та швейцарського хіміка Леопольда Ружичка.[7] Їхня робота заклала основу для розробки терапії стероїдними гормонами.

## Класифікація

### За хімічною структурою

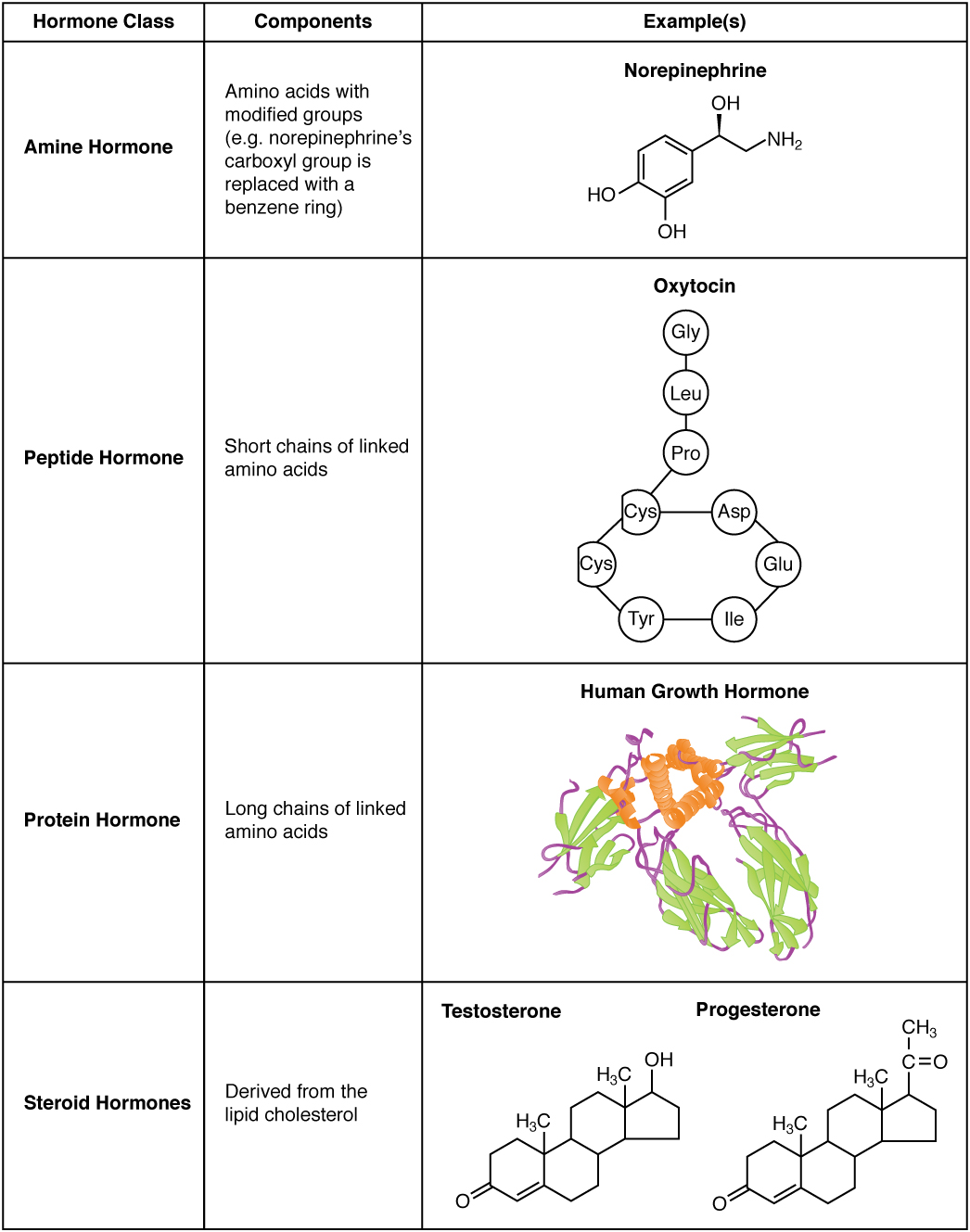
Типи гормонів за хімічою структурою

Гормони — це біологічно активні речовини, що виробляються спеціалізованими клітинами або залозами ендокринної системи. Вони діють як хімічні месенджери, регулюючи численні фізіологічні процеси та підтримуючи гомеостаз шляхом зв'язування зі специфічними рецепторами клітин-мішеней. Гормони можна класифікувати на основі їх хімічної структури, яка визначає їхні властивості, функції та механізми дії. Основні класифікації включають пептидні гормони, стероїдні гормони та похідні амінокислот.
- Пептидні гормони: ці гормони складаються з ланцюгів амінокислот, починаючи від малих пептидів і закінчуючи більшими білками. Приклади включають інсулін, гормон росту та окситоцин. Пептидні гормони синтезуються як препрогормони та перетворюються в активні форми в клітинах. Вони водорозчинні, що дозволяє їм вільно переміщатися в крові. Пептидні гормони зазвичай зв'язуються з рецепторами клітинної поверхні, активуючи внутрішньоклітинні сигнальні шляхи для виявлення їх біологічних ефектів.
- Стероїдні гормони: стероїдні гормони, отримані з холестерину, характеризуються структурою вуглецю з чотирма кільцями. Приклади включають тестостерон, естроген і кортизол. Стероїдні гормони синтезуються в конкретних клітинах і вивільняються безпосередньо в кров. Вони розчинні в жирах і потребують білків-переносників, таких як альбумін або глобулін, що зв'язує статеві гормони, для транспортування в крові. Стероїдні гормони зазвичай зв'язуються з внутрішньоклітинними рецепторами, утворюючи комплекси гормон-рецептор, які переміщуються в клітинне ядро та модулюють експресію генів.
- Похідні амінокислот: ці гормони отримують з окремих амінокислот, головним чином тирозину або триптофану. Приклади включають гормони щитоподібної залози (Т3 і Т4), адреналін і мелатонін. Синтез і виділення гормонів-похідних амінокислот варіюють залежно від конкретного гормону. Деякі, як гормони щитоподібної залози, зв'язуються з білками-носіями для транспортування в крові, тоді як інші, як адреналін, є водорозчинними та можуть вільно переміщатися. Ці гормони можуть діяти через рецептори клітинної поверхні або внутрішньоклітинні рецептори, залежно від їх розчинності та клітин-мішеней.

Гормони виробляються та вивільняються різними ендокринними залозами та тканинами, такими як гіпоталамус, гіпофіз, щитоподібна залоза, надниркові залози та статеві залози. Виробництво і секреція гормонів регулюються складними механізмами зворотного зв'язку, що включають гіпоталамус, гіпофіз і тканини-мішені, що забезпечує точний контроль гормональної активності.
Після вивільнення гормони подорожують кров'ю, щоб досягти клітин-мішеней, де вони зв'язуються зі специфічними рецепторами та ініціюють серію клітинних подій, які модулюють фізіологічні процеси. Точний механізм дії залежить від хімічної структури гормону та типу задіяного рецептора, що забезпечує різноманітну та точно налаштовану регуляцію біологічних функцій.

## Функція
Використовуються в організмі для підтримки його гомеостазу, а також для регуляції багатьох функцій (росту, розвитку, обміну речовин, реакції на зміни умов середовища).

## Рецептори
Всі гормони реалізують свою дію на організм або на окремі органи та системи за допомогою спеціальних рецепторів цих гормонів. Рецептори гормонів діляться на 3 основні класи:
- рецептори, пов'язані з іонними каналами в клітині (іонотропні рецептори)
- рецептори, що є ферментами, або пов'язані з білками-передавачами сигналу з ферментативною функцією (метаботропні рецептори, наприклад GPCR)
- рецептори ретиноєвої кислоти, стероїдних і тиреоїдних гормонів, які зв'язуються з ДНК і регулюють роботу генів.

Для всіх рецепторів характерний феномен саморегуляції чутливості за допомогою механізму зворотному зв'язку — при низькому рівні певного гормону автоматично компенсаторно зростає кількість рецепторів у тканинах та їх чутливість до цього гормону — процес, що називають сенсибілізацією (а також ап-регуляцією (посилення, від англ. up-regulation), або сенситізацією (англ. sensitization)) рецепторів. І навпаки, при високому рівні певного гормону відбувається автоматичне компенсаторне зниження кількості рецепторів в тканинах та їх чутливості до цього гормону — процес, що називається десенсибілізацією (а також даун-регуляцією (від англ. down-regulation — зниження), або десенситизацією (англ. desensitization)) рецепторів.
Збільшення або зменшення вироблення гормонів, а також зниження, або збільшення чутливості гормональних рецепторів і порушення гормонального транспорту призводить до ендокринних захворювань.

## Механізми дії

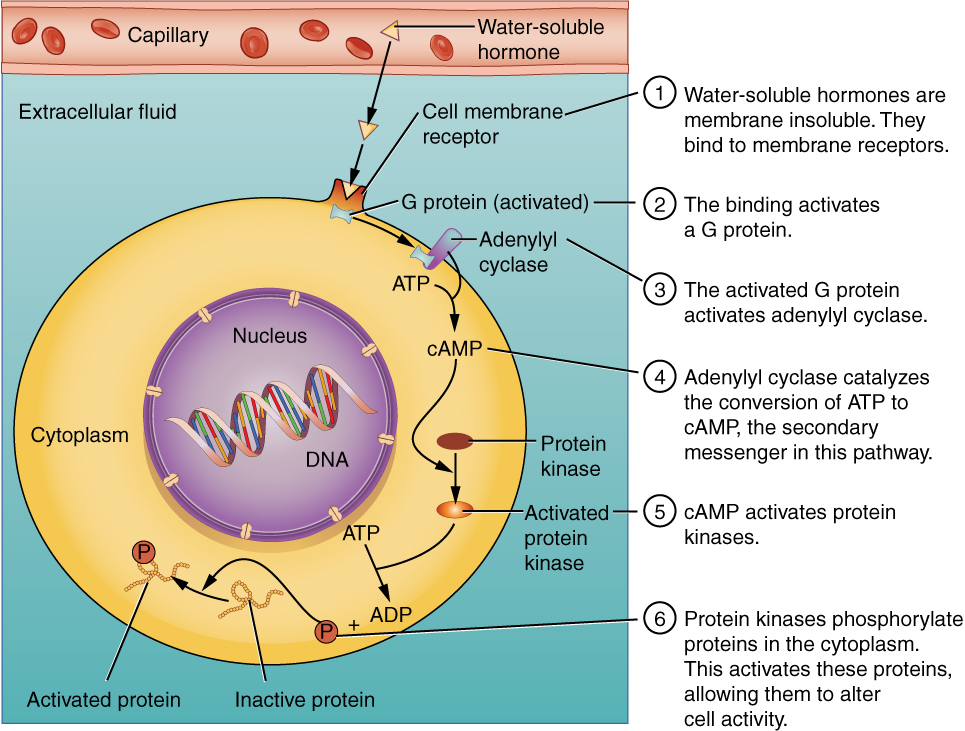
Спрощена схема дії гормона на клітину

Коли гормон, що знаходиться в крові, досягає клітини-мішені, він вступає у взаємодію із специфічними рецепторами; рецептори «прочитують послання» організму, і в клітині починають відбуватися певні зміни. Кожному конкретному гормону відповідають виключно «свої» рецептори, що знаходяться в конкретних органах і тканинах, — тільки при взаємодії гормону з ними утворюється гормон-рецепторний комплекс.
Механізми дії гормонів можуть бути різними. Одну з груп складають гормони, які з'єднуються з рецепторами, що знаходяться усередині клітин, — як правило, у цитоплазмі. До них належать гормони з ліпофільними властивостями — наприклад, стероїдні гормони (статеві гормони, глюко- і мінералокортикоїди), а також гормони щитоподібної залози. Бувши жиророзчинними, ці гормони легко проникають через клітинну мембрану і починають взаємодіяти з рецепторами у цитоплазмі, або ядрі. Вони слабо розчинні у воді, при транспортуванні по крові зв'язуються з білками-носіями.
Вважається, що в цій групі гормонів гормон-рецепторний комплекс виконує роль своєрідного внутрішньоклітинного реле — утворившись в клітині, він починає взаємодіяти з хроматином, який знаходиться в клітинних ядрах і складається з ДНК і білка, і тим самим прискорює або сповільнює роботу тих, або інших генів. Вибірково впливаючи на конкретний ген, гормон змінює концентрацію відповідною РНК і білка, і разом з тим коректує процеси метаболізму.
Біологічний результат дії кожного гормону вельми специфічний. Хоча у клітині-мішені гормони змінюють зазвичай менше ніж 1 % білків і РНК, цього виявляється цілком достатньо для отримання відповідного фізіологічного ефекту.
Більшість інших гормонів характеризуються трьома особливостями:
- вони розчиняються у воді;
- не зв'язуються з білками-носіями;
- починають гормональний процес, як тільки з'єднуються з рецептором, який може знаходитися в ядрі клітки, її цитоплазмі, або розташовуватися на поверхні плазматичної мембрани.

У механізмі дії гормон-рецепторного комплексу таких гормонів обов'язково беруть участь посередники, які індукують відповідь клітини. Найважливіші з таких посередників — цАМФ(циклічний аденозинмонофосфат), інозитолтрифосфат, іони кальцію.
Так, в середовищі, позбавленому іонів кальцію, або в клітинах з недостатньою їх кількістю, дія багатьох гормонів послаблюється; при застосуванні речовин, що збільшують внутрішньоклітинну концентрацію кальцію, виникають ефекти, ідентичні до дії деяких гормонів.
Участь іонів кальцію, як посередника забезпечує вплив на клітини таких гормонів, як вазопресин і катехоламіни.
Виконавши своє завдання, гормони або розщеплюються в клітинах-мішенях, або в крові, або транспортуються до печінки, де розщеплюються, або, нарешті, видаляються з організму в основному з сечею (наприклад, адреналін).

## Гормони людини
Гормони у людини виробляються все життя.
Список найважливіших гормонів людини:
| Структура                      | Назва                                                                               | Скорочення | Місце синтезу                                                          | Механізм дії       |
| триптамін                      | мелатонін (N-ацетіл-5-метокситриптамін)                                             |            | епіфіз                                                                 |                    |
| триптамін                      | серотонін                                                                           | 5-ht       | ентерохромафінні клітини                                               |                    |
| похідне Тирозину               | тироксин                                                                            | T4         | щитоподібна залоза                                                     | TR                 |
| похідне Тирозину               | трийодтиронін                                                                       | T3         | щитоподібна залоза                                                     | TR                 |
| похідне Тирозину (катехоламін) | адреналін (епінефрин)                                                               |            | надниркові залози                                                      |                    |
| похідне Тирозину (катехоламін) | норадреналін (норепінефрин)                                                         |            | надниркові залози                                                      |                    |
| похідне Тирозину (катехоламін) | дофамін                                                                             |            | гіпоталамус                                                            |                    |
| пептид                         | антимюлерівський гормон (речовина Мюллера, інгібітор)                               | АМГ        | клітини Сертолі                                                        |                    |
| пептид                         | адипонектин                                                                         |            | жирова тканина                                                         |                    |
| пептид                         | адренокортикотропний гормон (кортикотропін)                                         | АКТГ       | передня частка гіпофізу                                                | цАМФ               |
| пептид                         | ангіотензин, ангіотензиноген                                                        |            | печінка                                                                | IP3                |
| пептид                         | антидіуретичний гормон (Вазопресин)                                                 | АДГ        | задня частка гіпофізу                                                  |                    |
| пептид                         | передсердний натрійуретичний пептид                                                 | АНФ        | серце                                                                  | цГМФ               |
| пептид                         | глюкозозалежний інсулінотропний поліпептид                                          | ГІП        | K-клітини дванадцятипалої і тонкої кишок                               |                    |
| пептид                         | кальцитонін                                                                         |            | щитоподібна залоза (C-клітини)                                         | цАМФ               |
| пептид                         | кортикотропін-вивільняючий гормон                                                   | АКГГ       | гіпоталамус                                                            | цАМФ               |
| пептид                         | холецистокінін (панкреозимін)                                                       | CCK        | i-клітини дванадцятипалої і тонкої кишок                               |                    |
| пептид                         | еритропоетин                                                                        |            | нирки                                                                  |                    |
| пептид                         | фолікулостимулюючий гормон                                                          | ФСГ        | передня частка гіпофізу                                                | цАМФ               |
| пептид                         | гастрин                                                                             |            | G-клітини шлунку                                                       |                    |
| пептид                         | грелін (гормон голоду)                                                              |            |                                                                        |                    |
| пептид                         | глюкагон                                                                            |            | підшлункова залоза (альфа-клітки)                                      | цАМФ               |
| пептид                         | гонадотропін-вивільняючий гормон (люліберин)                                        | GNRH       | гіпоталамус                                                            | IP3                |
| пептид                         | соматотропін-вивільняючий гормон ("гормон росту"-вивільняючий гормон, соматокринін) | GHRH       | гіпоталамус                                                            | IP3                |
| пептид                         | хоріонічний гонадотропін людини                                                     | hcg, ХГЛ   | плацента                                                               | цАМФ               |
| пептид                         | плацентарний лактоген                                                               | ПЛ, HPL    | плацента                                                               |                    |
| пептид                         | соматотропний гормон (гормон росту)                                                 | GH or hgh  | передня частка гіпофізу                                                |                    |
| пептид                         | інгибін                                                                             |            |                                                                        |                    |
| пептид                         | інсулін                                                                             |            | підшлункова залоза (бета-клітини)                                      | Тирозинкіназа, IP3 |
| пептид                         | інсуліноподібний фактор росту (соматомедин)                                         | ІФР, IGF   |                                                                        | Тирозинкіназа      |
| пептид                         | лептин                                                                              |            |                                                                        |                    |
| пептид                         | лютеїнізуючий гормон                                                                | ЛГ, LH     | передня частка гіпофізу                                                | цАМФ               |
| пептид                         | меланоцитстимулюючий гормон                                                         | МСГ        | передня частка гіпофізу                                                | цАМФ               |
| пептид                         | нейропептид Y                                                                       |            |                                                                        |                    |
| пептид                         | окситоцин                                                                           |            | задня частка гіпофізу                                                  | IP3                |
| пептид                         | паратироїдний гормон                                                                | PTH        | паращитоподібна залоза                                                 | цАМФ               |
| пептид                         | пролактин                                                                           |            | передня частка гіпофізу                                                |                    |
| пептид                         | релаксин                                                                            |            |                                                                        |                    |
| пептид                         | секретин                                                                            | SCT        | верхні відділи тонкої кишки                                            |                    |
| пептид                         | соматостатин                                                                        | SRIF       | підшлункова залоза (дельта-клітини острівців Лангерганса), гіпоталамус |                    |
| пептид                         | тромбопоетин                                                                        |            | печінка, нирки                                                         |                    |
| пептид                         | Тиреотропний гормон                                                                 |            | передня частка гіпофізу                                                | цАМФ               |
| пептид                         | Тиротропін-вивільняючий гормон                                                      | TRH        | гіпоталамус                                                            | IP3                |
| глюкокортикоїд                 | кортизол                                                                            |            | Кіркова речовина надниркової залози                                    |                    |
| мінералокортикоїд              | Альдостерон                                                                         |            | Кіркова речовина надниркової залози                                    |                    |
| статевий стероїд (андроген)    | тестостерон                                                                         |            | яєчка                                                                  | ядерний рецептор   |
| статевий стероїд (андроген)    | дегидроепіандростерон                                                               | ДГЕА       | Кіркова речовина надниркової залози                                    | ядерний рецептор   |
| статевий стероїд (андроген)    | андростендіол                                                                       |            | яєчники, яєчка                                                         |                    |
| статевий стероїд (андроген)    | дигідротестостерон                                                                  |            | множинне                                                               |                    |
| статевий стероїд (естроген)    | естрадіол                                                                           |            | фолікулярний апарат яєчників, яєчка                                    |                    |
| статевий стероїд (прогестин)   | прогестерон                                                                         |            | жовте тіло яєчників                                                    | ядерний рецептор   |
| стерин                         | кальцитріол                                                                         |            | нирки                                                                  |                    |
| ейкозаноїд                     | простагландини                                                                      |            | сім'яна рідина                                                         |                    |
| ейкозаноїд                     | лейкотрієни                                                                         |            | лейкоцити                                                              |                    |
| ейкозаноїд                     | простациклін                                                                        |            | ендотелій                                                              |                    |
| ейкозаноїд                     | тромбоксан                                                                          |            | тромбоцити                                                             |                    |

## Вплив на людину
Гормони чинять на організм такий вплив:
- стимуляція або інгібування росту
- цикл неспання і сну  інші циркадні ритми
- перепади настрою
- індукція або пригнічення апоптозу (запрограмована смерть клітин)
- активація або пригнічення імунної системи
- регуляція обміну речовин
- підготовка організму до спаровування, боротьби, втечі та  інших видів активності
- підготовка організму до нового етапу життя, такого як статеве дозрівання, виховання дітей і менопауза
- контроль репродуктивного циклу
- відчуття голоду

Гормон може також регулювати вироблення та вивільнення інших гормонів. . Гормональні сигнали контролюють внутрішнє середовище організму через гомеостаз.

## Терапевтичне використання
Багато гормонів та їхніх структурних і функціональних аналогів використовують як ліки. Найчастіше призначаються естрогени та прогестагени (як методи гормональної контрацепції та як ЗГТ), тироксин (як левотироксин, при гіпотиреозі) та стероїди (при аутоімунних захворюваннях і деяких респіраторних розладах). Інсулін використовують багато діабетиків. Місцеві препарати для застосування в отоларингології часто містять фармакологічні еквіваленти адреналіну, тоді як стероїдні креми та креми з вітаміном D широко використовуються в дерматологічній практиці.
«Фармакологічна доза» або «супрафізіологічна доза» гормону — це медичний термін, що позначає кількість гормону, яка значно перевищує природну для здорового організму. Вплив фармакологічних доз гормонів може відрізнятися від реакції на природні дози й може бути терапевтично корисним, хоча й не позбавленим потенційно несприятливих побічних ефектів. Прикладом є здатність фармакологічних доз глюкокортикоїдів пригнічувати запалення.

### Книги
- Litwack, Gerald (2022). Hormones (вид. 4th edition). London, United Kingdom ; San Diego, CA. ISBN 978-0-323-98460-7.
- Dean, Marie C.; Henry, Helen L. (2015). Hormones (вид. 3rd edition). London, England. ISBN 978-0-08-091906-5.
- Гормони: розмова про жіноче тіло, приголомшливі факти про критичні дні та про те, чому нас треба почути / Е. Морган ; [пер. з англ. О. Замойської]. — Київ: SNOWDROP, 2020. — 264 с.

### Журнали
- Ендокринологія
- Hormones
- Hormones and Behavior
- Hormone and Metabolic Research
- Hormone Research in Paediatrics